# Prescott (Washington)
Pour les articles homonymes, voir Prescott.
Prescott est une ville américaine située dans le comté de Walla Walla, dans l'État de Washington. Selon le recensement de 2010, sa population est de 318 habitants.